# Carstwo Rosyjskie

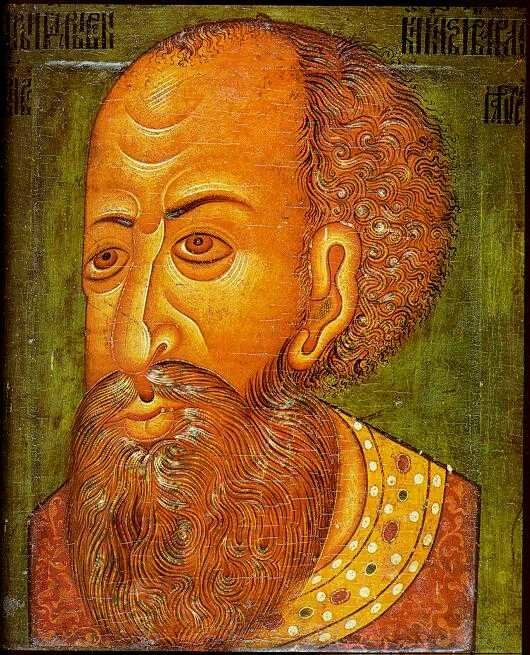
Iwan IV Groźny

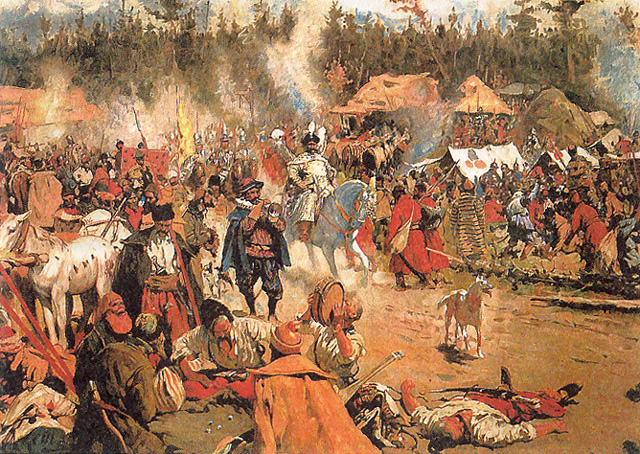
Siergiej Iwanow W czasach smuty

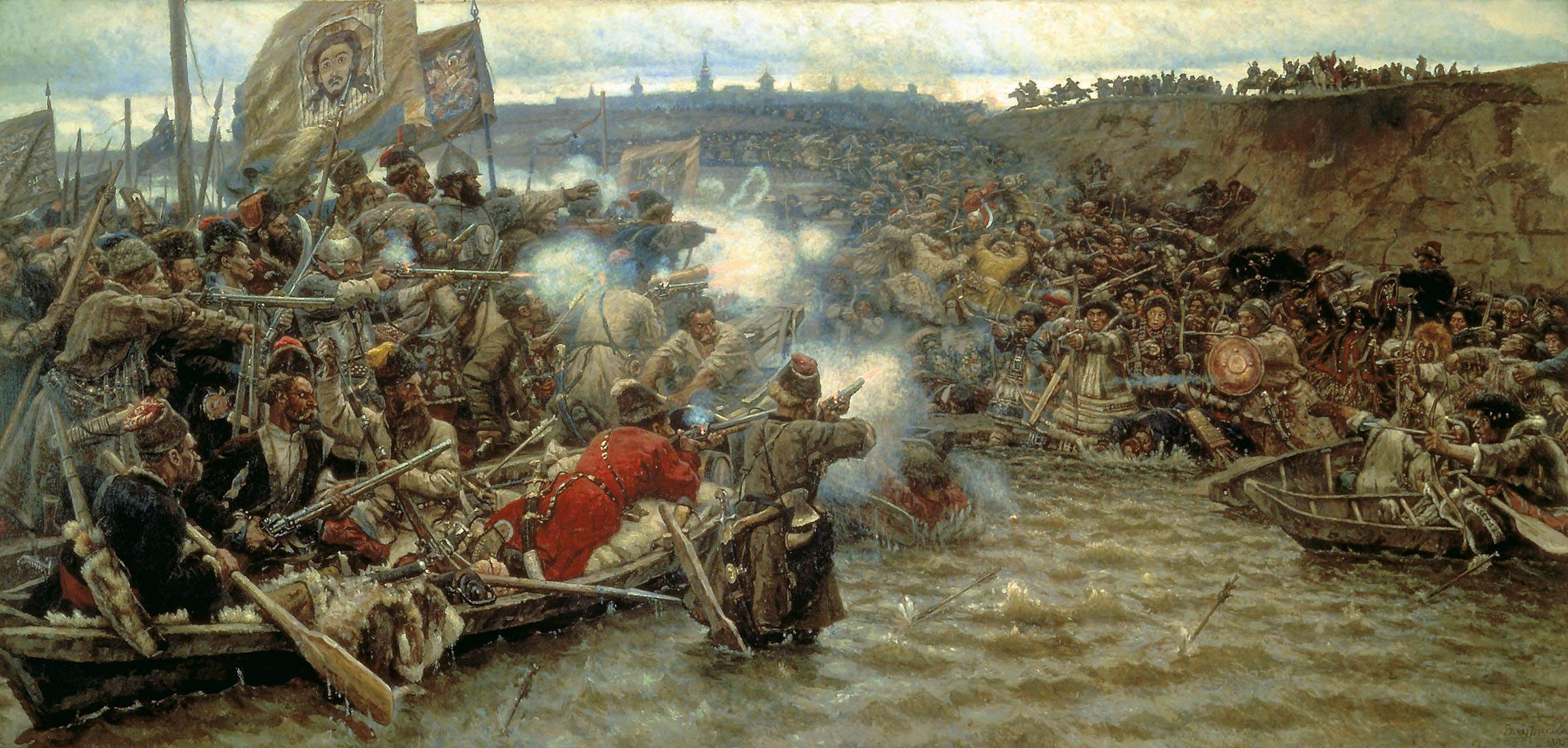
Kozacy pod wodzą Jermaka zdobywają Syberię. Obraz pędzla Wasilija Surikowa namalowany w 1895

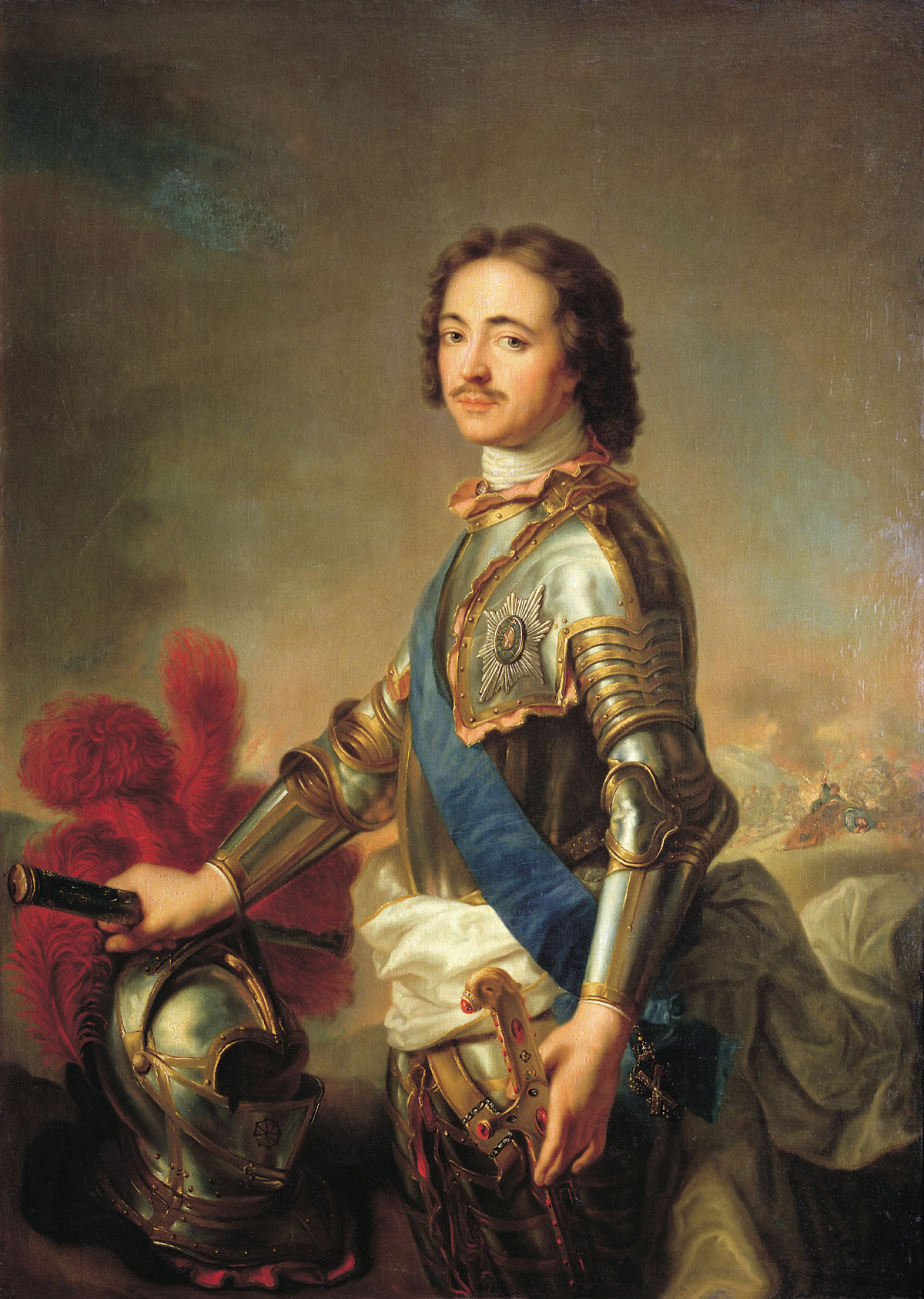
Piotr I Wielki

Carstwo Rosyjskie, Carstwo Moskiewskie (ros. Русское царство, Московское царство) – oficjalna nazwa Rosji w latach 1547–1721.
Obejmowało tereny od wschodniej Europy poprzez północną część Azji po Ocean Spokojny. Pod względem powierzchniowym było największym państwem na kontynencie europejskim i jednym z największych na świecie. Carstwo Rosyjskie było kontynuacją Wielkiego Księstwa Moskiewskiego, istniejącego w latach 1263–1547. W 1547 odbyła się koronacja wielkiego księcia moskiewskiego Iwana IV Groźnego na „cara Wszechrusi”, co dało początek Carstwu Rosyjskiemu. W 1721 Piotr I przyjął tytuł cesarza-imperatora, dając tym samym początek Imperium Rosyjskiemu. Carowie rosyjscy nadal jednak używali aż do ustanowienia w 1917 Republiki Rosyjskiej tytułów wielkich książąt moskiewskich, kijowskich, włodzimierskich, nowogrodzkich i tym podobnych.
Po upadku Bizancjum i podboju Bałkanów oraz Kaukazu przez Turków Wielkie Księstwo Moskiewskie, a później Carstwo Rosyjskie stało się jedynym niepodległym państwem prawosławnym. Moskwa, jako spadkobierczyni Bizancjum aspirowała wówczas do roli stolicy świata prawosławnego, co wyrażono w teorii trzech Rzymów. W XVI wieku Moskwa przezwyciężyła całkowicie trwające od XI wieku rozdrobnienie feudalne Rusi. W 1591 zostało zniesione ostatnie księstwo udzielne na Rusi.

## Nazewnictwo
Zwierzchność wielkich książąt kijowskich i później włodzimierskich nad pozostałymi księstwami ruskimi była wyrażana m.in. za pomocą tytułu „wielki książę kijowski (i/lub) włodzimierski i wszystkiej Rusi”. Około 1305 pojawił się tytuł „wielki książę wszystkiej Rusi”, używany przez wielkich książąt włodzimierskich, twerskich i moskiewskich: Michała III Jarosławicza, Iwana I Kalitę, Siemiona Dumnego i Wasyla I Dymitrowicza. Około 1446 wprowadzono tytuł „hospodara wszystkiej Rusi” przysługujący wielkim książętom moskiewskim: Dymitrowi Szemiace, Wasylowi II Ślepemu, Iwanowi III Srogiemu i Wasylowi III.
Począwszy od XI wieku wobec wielkich książąt zaczęto na Rusi używać nieformalnego tytułu „car”, początkowo sporadycznie, a od czasów Iwana III Srogiego tytuł ten stosowany był już regularnie. Pod koniec XV wieku tytuł „car” pojawia się w stosunkach dyplomatycznych Moskwy z niektórymi krajami niemieckimi i zakonem krzyżackim w Inflantach. Pierwszym władcą koronowanym na „cara wszystkiej Rusi” został w 1547 Iwan IV Groźny.
W 1503, w rozejmie kończącym wojnę litewsko-moskiewską, Wielkie Księstwo Litewskie uznało Iwana III Srogiego za „hospodara wszystkiej Rusi”, jednak Rzeczpospolita Obojga Narodów w okresie późniejszym nie uznawała tytułów ani cara ani cesarza Rosji. W nazewnictwie nadal używano nazwy Wielkie Księstwo Moskiewskie wobec całej Rosji. Uległo to zmianie na sejmie konwokacyjnym w 1764, gdy posłowie ustąpili pod naciskiem Katarzyny II. W okresie rozbiorów Rosja wykorzystała uznanie tych tytułów jako pretekst, do składania żądań terytorialnych wobec ziem ruskich należących do Rzeczypospolitej.

## Historia Carstwa Ruskiego

### Polityka Wielkiego Księstwa Moskiewskiego
Po upadku Cesarstwa Bizantyjskiego w 1453 Wielkie Księstwo Moskiewskie aspirowało do roli spadkobiercy Bizancjum. W 1472 wielki książę moskiewski Iwan III Srogi poślubił Zofię Paleolog, bratanicę cesarza Konstantyna XI Dragazesa i ostatnią dziedziczkę tronu bizantyjskiego. Jako herb państwa przejęto bizantyjskiego dwugłowego orła oraz wprowadzono bizantyjski ceremoniał dworski. Aspiracje Księstwa Moskiewskiego sformułowano w tezie o Moskwie jako „trzecim Rzymie”. W 1478 Iwan III jako pierwszy władca posłużył się tytułem cara wszystkiej Rusi, choć dopiero Iwan IV Groźny jako pierwszy rosyjski władca został koronowany na cara. Począwszy od Iwana III władcy dotychczasowego Wielkiego Księstwa dążyli do ponownego zjednoczenia całej Rusi, uważali się za spadkobierców tradycji bizantyjskich i posługiwali się tytułem bizantyjskich władców „carów-cesarzy”.

### Rządy Iwana IV Groźnego
Iwan IV wstąpił na tron w wieku 17 lat. 16 stycznia 1547 przyjął tytuł cara Wszechrusi. Oficjalny tytuł brzmiał:
«Мы, великiй государь Иванъ, Божiею милостiю царь и великiй князь всеа Русiи, Владимирскiй, Московскiй, Новгородцкiй, Псковскiй, Резанскiй, Тверскiй, Югорскiй, Пермскiй, Вятцкiй, Болгарскiй и иныхъ», później dodano «Казанскiй, Астараханскiй», «и всеа Сибирскiе земли повелитель».
«Мy, wielki hospodar Iwan, z Bożej łaski car i wielki kniaź całej Rusi, Włodzimierski, Moskiewski, Nowogrodzki, Pskowski, Riazański, Twerski, Jugorski, Permski, Wiacki, Bułgarski etc.», później dodano «Kazański, Аstrachański», «i władca całej Syberii».
Władza carów rosyjskich do XVII wieku była ograniczona przez przywileje bojarskie, sudiebniki, Dumę bojarską i Sobór Ziemski, a w kwestiach cerkiewnych dodatkowo przez patriarchę i święty sobór. Rządy Iwana Groźnego doprowadziły do znacznego osłabienia pozycji bojarskiej względem monarchy i umożliwiły w okresie późniejszym wprowadzenie władzy absolutnej. W 1550, pod naciskiem Iwana IV Groźnego, wydano nowy Sudiebnik. Zmiany polegały na wyjęciu spod jurysdykcji urzędników dzieci bojarskich, stanowiących podporę władzy carskiej. Potomkowie bojarów rosyjskich mieli odtąd podlegać jedynie carowi, który sprawował nad nimi władzę sądowniczą. W 1555 r. Iwan IV przeprowadził gruntowną reformę systemu prawnego i usprawnił administrację państwa. Rządy Iwana IV, mimo wielu reform wewnętrznych, wyniszczyły kraj. Szczególną rolę odegrała wprowadzona dla złamania opozycji bojarskiej tzw. opricznina – spowodowała ona ruinę gospodarczą znacznych obszarów Rosji.
Iwan IV prowadził politykę ekspansji. Za jego panowania Rosja zdobyła Kazań, Astrachań i zachodnią Syberię. Doprowadzono też do nawiązania kontaktów handlowych z Anglią, Holandią i innymi krajami zachodnioeuropejskimi. W 1552 zlikwidował Chanat Kazański. Uderzył też na państwo gałęzi zakonu krzyżackiego w Inflantach zdobywając w 1558 Dorpat i Narwę, rozpoczynając wojny inflanckie. Kontynuował ekspansję Rosji na wschodnie ziemie Wielkiego Księstwa Litewskiego. W czasie wojny litewsko-rosyjskiej 1558–1570 wojska rosyjskie zdobyły m.in. Połock (1563). W 1582 zawarł rozejm w Jamie Zapolskim z królem Polski Stefanem Batorym, kończący wojnę o Inflanty toczoną z państwem polsko-litewskim.

### Wielka smuta
Po śmierci Iwana IV Groźnego carem Rosji został jego niepełnoletni syn Fiodor I. Formalnie rządy w jego imieniu sprawowała matka, jednak faktyczną władzę sprawował Borys Godunow, który na Soborze Ziemskim został obrany carem. Po jego śmierci carem został Fiodor II Borysowicz. Panował przez dwa miesiące. Został zamordowany razem z rodziną Godunowych przez agentów Dymitra Samozwańca I, podającego się za cudownie ocalałego carewicza Dymitra, syna Iwana IV Groźnego. Pojawienie się Dymitra Samozwańca I w Rosji było możliwe dzięki wsparciu niektórych polskich magnatów, zakonu jezuitów i papieża, którzy zorganizowali jego wyprawę, zapewnili niezbędne środki i w znacznej mierze kierowali jego polityką. Dymitr Samozwaniec I panował w Moskwie przez rok, po czym zginął na skutek antypolskiego powstania wznieconego przez bojarów. Jego następcą został Wasyl IV Szujski. Na skutek kryzysu gospodarczego w Rosji doszło za jego panowania do wybuchu powstania chłopskiego Iwana Bołotnikowa. Podczas rozruchów społecznych pojawił się Dymitr Samozwaniec II, podający się za cudownie ocalonego Dymitra Samozwańca I. Jego zwolennicy zbrojnie wystąpili przeciwko carowi Szujskiemu. Spowodowało to podpisanie przez Szujskiego sojuszu ze Szwecją i zrzeczenie się praw do Inflant. W 1609 Rzeczpospolita Obojga Narodów wypowiedziała wojnę Carstwu Ruskiemu. 4 lipca 1610 w bitwie pod Kłuszynem na drodze między Smoleńskiem a Moskwą, wojska polsko-litewskie hetmana Stanisława Żółkiewskiego rozbiły znacznie liczniejszą rosyjsko-szwedzką armię cara Szujskiego, który schroniwszy się w Moskwie został przez bojarów zdetronizowany. W Moskwie została powołana przez bojarów władza tymczasowa, tzw. siemibojarzczina. W 1610 polsko-litewskie oddziały wkroczyły bez walki do Moskwy. Bojarzy moskiewscy wydali obalonego wcześniej Wasyla Szujskiego Żółkiewskiemu i zaproponowali koronę carską Władysławowi IV Wazie wraz z listą warunków, m.in. przyjęciem prawosławia. Hetman Żółkiewski zawarł w imieniu królewicza umowę z bojarami i zaprzysiągł warunki elekcji pod Moskwą w dniu 27 sierpnia 1610. Niechęć Zygmunta III wobec przyjęcia przez syna prawosławia – co było jednym z rosyjskich warunków do objęcia tronu carskiego – przekreśliła plany powstania tzw. „unii troistej”, czyli polsko-litewsko-rosyjskiej. Mimo wcześniejszej detronizacji, 29 października 1611 były car Wasyl Szujski oraz jego bracia, Iwan i Dymitr byli nadal więzieni i zmuszeni do złożenia homagium, przysięgając na Zamku Królewskim w Warszawie przed królem Polski i wielkim księciem litewskim Zygmuntem III Wazą, posłuszeństwo i nienaruszalność granicy polsko-rosyjskiej oraz poddanie się po wsze czasy władzy polskiego króla.
Wydarzenia te spowodowały nasilenie się antypolskiego powstania w Rosji i zmuszenie wojsk polskich stacjonujących w Moskwie do kapitulacji. 8 grudnia idący z odsieczą król Zygmunt III Waza na wieść o poddaniu się oddziałów polsko-litewskich zawrócił swoje wojska.
W marcu 1613 Sobór Ziemski Carstwa Rosyjskiego, złożony z mieszczan, bojarów ruskich, duchowieństwa i chłopów, wybrał na cara kniazia Michała Romanowa kończąc tym samym okres wielkiej smuty. Panowanie Michała I Romanowa zapoczątkowało 304-letni okres panowania dynastii Romanowów. Pod rządami Michała I Rosja zakończyła wojny ze Szwecją i wygrała wojnę moskiewską, zachowując niepodległość na mocy rozejmu w Dywilinie. W 1632 na skutek bezkrólewia w Polsce car rosyjski ponownie rozpoczął wojnę z Rzecząpospolitą, która zakończona została „pokojem wieczystym” w Polanowie.

### Panowanie Aleksego I Romanowa
Panujący w latach 1645–1676 Aleksy I Romanow doprowadził do wprowadzenia ulg podatkowych dla bojarów i kupców. Pod jego panowaniem doszło do buntu solnego. W 1654 podpisano ugodę perejasławską. Stała się ona przyczyną kolejnej wojny polsko-rosyjskiej, skutkiem której było zajęcie Smoleńska, obszaru Białorusi i części Litwy. Po zawarciu z Polską w 1656 rozejmu Carstwo Ruskie rozpoczęło wojnę ze Szwecją, zakończoną w 1658. Następnie car Rosji wznowił wojnę z Rzecząpospolitą, zakończoną w 1667 podpisaniem rozejmu w Andruszowie. W latach 1668–1671 miały miejsce w Rosji liczne bunty i powstania chłopskie. Największy, pod przywództwem Stiepana Razina, miał charakter wojny chłopskiej.

### Zaprowadzenie rządów absolutnych
Począwszy od 1550, kiedy to pod naciskiem Iwana Groźnego wydano nowy Sudiebnik, carowie rosyjscy zaczęli stopniowo umacniać swoją pozycję względem bojarów. W Ułożeniu soborowym z 1649, car został po raz pierwszy w kodeksie prawnym określony jako „samodzierżca”, a szlachta została upoważniona do sprawowania niemal absolutnej władzy nad swoimi poddanymi. W 1682 car Fiodor III zlikwidował miestniczestwo, co ostatecznie doprowadziło do ustanowienia absolutyzmu carskiego w kwestiach państwowych. Absolutyzm został utrwalony w okresie panowania Piotra Wielkiego. W latach 1718–1722 wprowadzono scentralizowany system administracji państwowej. Zreformowano Cerkiew, a patriarchów zastąpił Świątobliwy Synod Rządzący, kontrolowany przez państwo, kolegialny organ władzy na czele z carem. Reformy te zapewniły monarsze decydujący głos również w kwestiach cerkiewnych. Poprzez wprowadzenie tak zwanego czynu, czyli 14-stopniowej tabeli rang urzędniczych, hierarchię społeczną oparto na pozycji w służbie państwowej.

### Kolonizacja Syberii, Dalekiego Wschodu i Azji Środkowej
W XI wieku zwierzchnictwo nad północno-zachodnią częścią Syberii przejął Nowogród Wielki, a w 1478 Wielkie Księstwo Moskiewskie. Dalszą rosyjską ekspansję na wschód umożliwił podbój Chanatu Kazańskiego w 1552 i Chanatu Astrachańskiego w 1554. W 1581 rou wyruszyła syberyjska ekspedycja Kozaków Jermaka Timofiejewicza. Kozacy zwyciężyli Chanat Syberyjski i w październiku 1582 dotarli nad Irtysz. W 1648 dowódca Kozaków Siemion Dieżniew odkrył cieśninę dzielącą Amerykę i Azję. Za panowania Michała I Romanowa skolonizowano obszary do rzeki Amur oraz Morza Ochockiego. Na obszarze Syberii założono m.in. Jakuck, Jenisejsk, Irkuck, Krasnojarsk, Ochock, Wierchojańsk. W 1708 utworzono gubernię syberyjską ze stolicą w Tobolsku. W 1717 Piotr I podjął ekspedycję wojskową do Azji Środkowej, a także rozpoczął wojnę z Persją, zdobywając dla Rosji pas terenów wzdłuż południowych brzegów Morza Kaspijskiego.

### Panowanie Piotra I Wielkiego
W 1682 formalnie carem został Piotr I Wielki. Przez pierwszych 7 lat rządy sprawowała jego siostra Zofia. W 1689 na skutek przewrotu przejął pełnię władzy. Jego panowanie przyniosło Rosji rządy absolutystyczne, które odegrały znaczącą rolę w dostosowywaniu kraju do ówczesnego zachodnio-europejskiego systemu społeczno-politycznego. Okres jego panowania to głównie reformy społeczno-gospodarcze: wojska, administracji, gospodarki państwa, oświaty, kultury, kalendarza. Jedną z najważniejszych zmian był coroczny pobór wojskowy oraz nowy podział administracyjny na gubernie, prowincje i dystrykty. Za jego panowania Carstwo Rosyjskie uczestniczyło w wojnie północnej. Rosja stała się największym państwem w świecie, swoim obszarem trzykrotnie przewyższała pozostałe państwa Europy. Ówczesny obszar obejmował tereny Eurazjatyckie od Morza Bałtyckiego do Oceanu Spokojnego. Największa rozbudowa imperium rosyjskiego miała miejsce w XVII wieku. W 1711 car utworzył Senat Rządzący. W 1712 Piotr I przeniósł stolicę Carstwa Ruskiego do Sankt Petersburga, a w 1721 zmienił nazwę państwa na Imperium Rosyjskie. Przez ostatnie cztery lata panowania nosił tytuł imperatora, który sobie przyznał.